# Canal do Itajuru
Der Canal do Itajuru ist ein Salzwasserfluss an der brasilianischen Costa do Sol, im Bundesstaat Rio de Janeiro. Er verbindet die Laguna de Araruama mit dem Atlantischen Ozean.

## Flusslauf
Der Canal do Itajuru ist die sechs Kilometer lange Verbindung zwischen der Laguna de Araruama und dem Atlantischen Ozean. Der Fluss ist auf seiner ganzen Länge schiffbar. Seine Mündung liegt zwischen zwei Landzungen der Ortschaften São Pedro da Aldeia im Westen und Cabo Frio im Osten. Nach der relativ engen Mündung weitet sich der Flusslauf. Vor allem auf der südlichen Seite des Flusses befinden sich einige Salinen, in denen Salz gewonnen wird. Die starke Verdunstung in der Laguna de Araruama sorgt für einen hohen natürlichen Salzgehalt des Wassers, der bei etwa 5,2 % liegt.
In der Höhe von Cabo Frio verengt sich der Flusslauf, hier überquert die Straße RJ-140 vierspurig den Fluss. In der Altstadt von Cabo Frio überqueren zwei weitere Brücken den Fluss. Das südliche Ufer ist im Ort als Promenade ausgebaut, hier liegen viele Schiffe. Kurz vor seiner Mündung befindet sich die künstliche Insel Ilha do Japones (Japanische Insel) im Flusslauf. Der Fluss mündet kurz danach beim Fort Forte São Mateus in den Atlantischen Ozean.

## Bedeutung

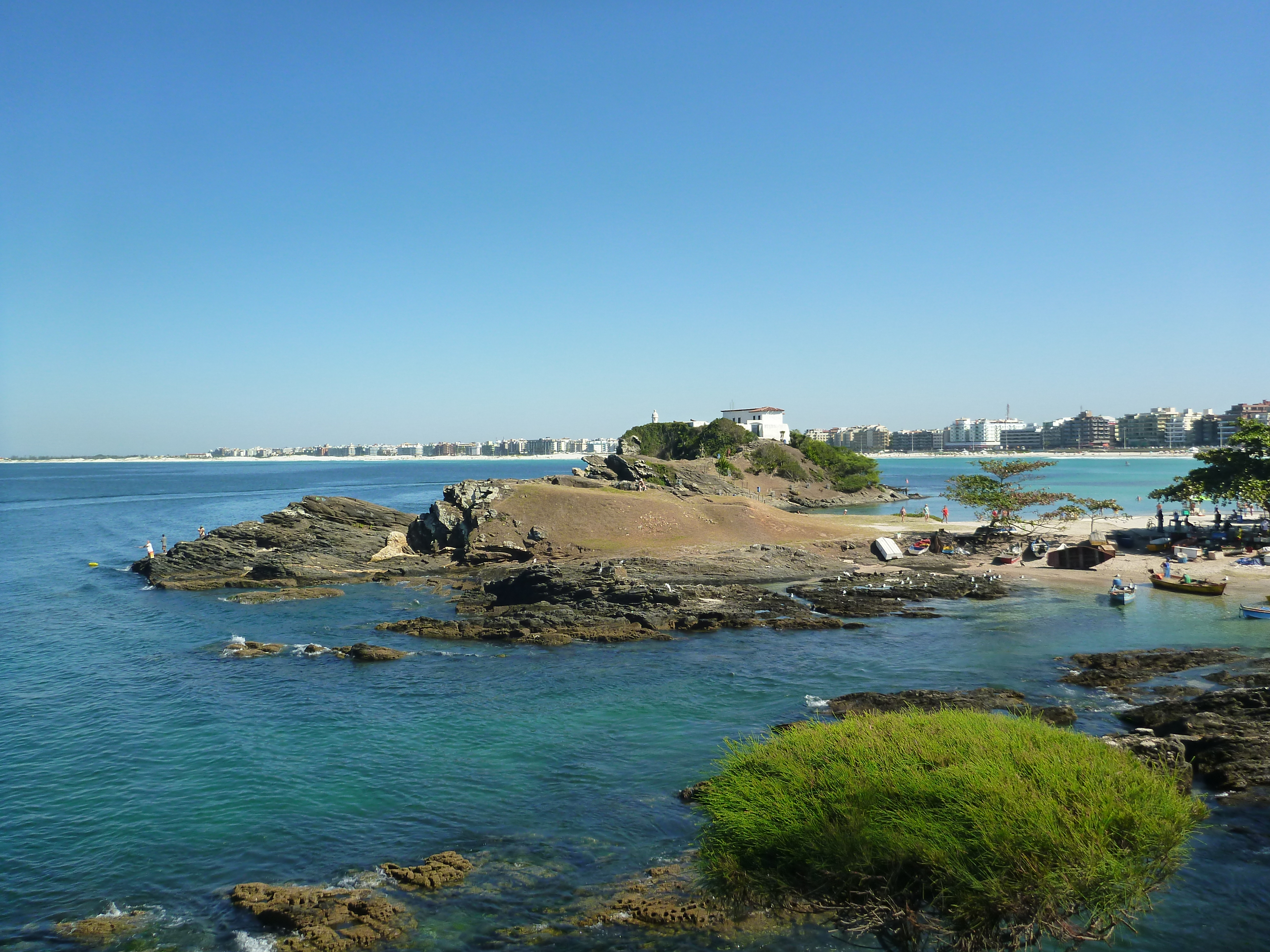
Mündung des Canal do Itajuru am Forte São Mateu

Der Canal do Itajuru wurde in der Vergangenheit genutzt, um vor allem Tropenholz aber auch Salz an den Atlantischen Ozean zu transportieren. Um den lukrativen Handel zu schützen, wurde in den Jahren 1616 bis 1620 das Forte São Mateus an seiner Mündung gebaut. Heute gibt es viele Möglichkeiten von der Promenade in Cabo Frio aus, den Fluss auf verschiedenen Routen zu befahren.

## Göttin des Sieges
Im Jahr 1907 wurde eine neun Meter hohe Statue, auf deren Spitze sich ein Engel mit ausgebreiteten Flügeln befindet, im Canal do Itajuru vor der Brücke Ponte Feliciano Sondre errichtet. Die Statue wird die Göttin des Sieges (Deusa da Vitória) genannt. Sie wurde hier unter anderem aufgestellt, um den Flusslauf an dieser Stelle für den Schiffsverkehr zu markieren.

## Umweltprobleme

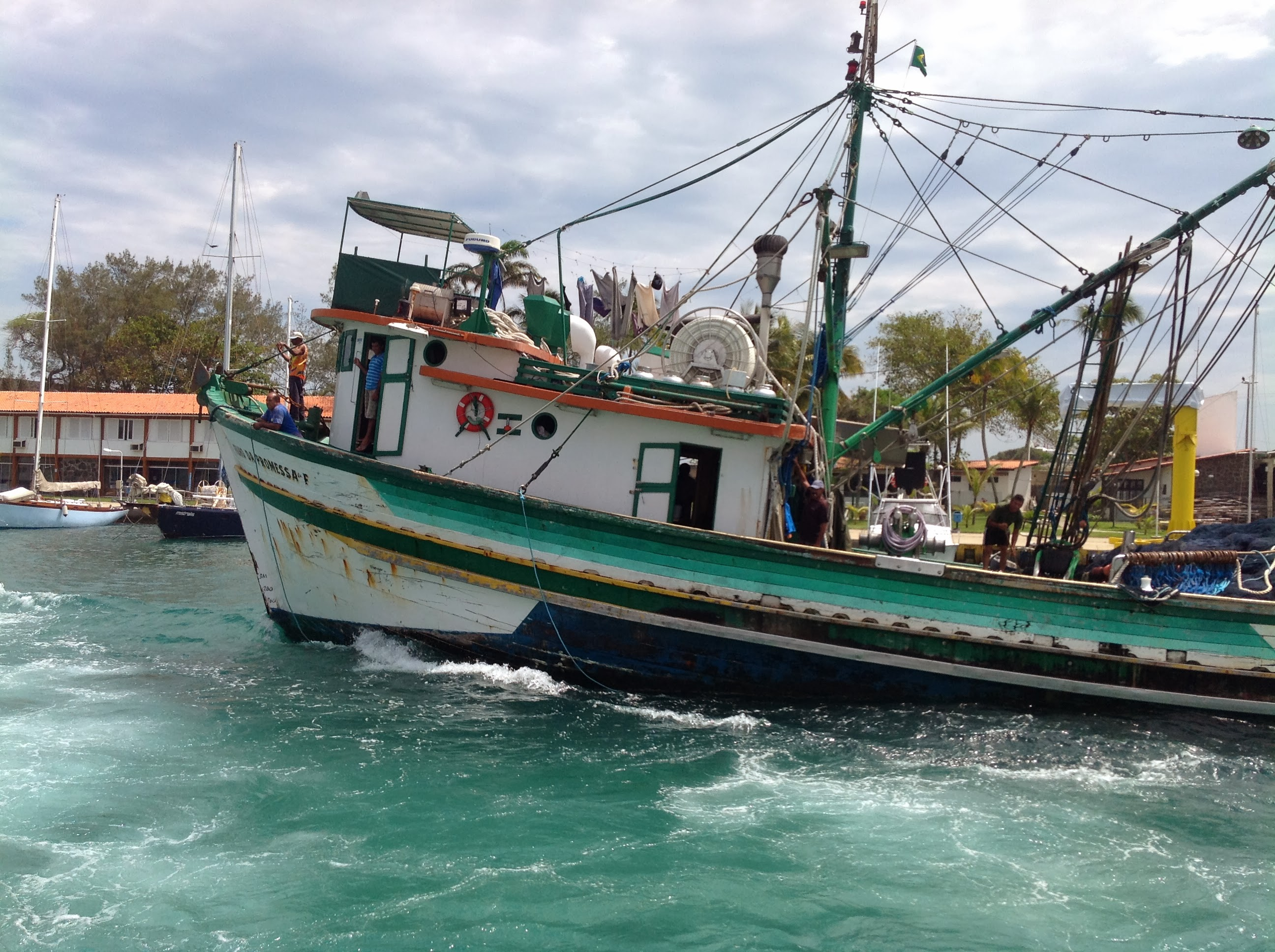
Strömung im Canal do Itajuru nach Durchführung der Sanierungsarbeiten

Durch Verschlammung des Canal do Itajuru wurde der Wasseraustausch mit der Laguna de Araruama stark beeinträchtigt, so dass die Wasserqualität in der Lagune immer schlechter wurde, und das Ökosystem schließlich umkippte. Als Folgen verschwanden unter anderem die Garnelen und starker Algenwachstum breitete sich aus, der die touristische Nutzung der Lagune unmöglich machte. Durch ein Programm konnte im Jahr 2011 zum einen der vorhandene Schlamm ausgebaggert werden, zum anderen wurden unter der Brücke Feliciano Sodré, zwei felsige Landzungen entfernt, die den Wasseraustausch und die Navigation des Schiffsverkehrs behinderten. Nach dem Entfernen dieser Barrieren konnte der Wasseraustausch der Laguna de Araruama deutlich erhöht und die Wasserqualität, auch durch den Bau von Kläranlagen in den umliegenden Ortschaften signifikant verbessert werden.